# Rhèges
Rhèges ist eine französische Gemeinde mit 208 Einwohnern (Stand: 1. Januar 2022) im Département Aube in der Region Grand Est (bis 2015 Champagne-Ardenne). Sie gehört zum Arrondissement Nogent-sur-Seine und zum Gemeindeverband Seine et Aube. Die Bewohner werden Rhègeois genannt.

## Geografie
Die Gemeinde Rhèges liegt 28 Kilometer nördlich von Troyes an der mehrarmigen Barbuise, kurz vor deren Mündung in die Aube, im Herzen der Champagne sèche, der „Trockenen Champagne“. Die Umgebung zeichnet sich durch bis auf Auwaldreste fehlende Wälder und durch von großflächigen Äckern bedeckte Ebenen aus. Umgeben wird Rhèges von den Nachbargemeinden Plancy-l’Abbaye im Norden, Bessy im Osten, Prémierfait im Südosten, Droupt-Sainte-Marie im Südwesten sowie Charny-le-Bachot im Westen.

## Bevölkerungsentwicklung
| Jahr      | 1962 | 1968 | 1975 | 1982 | 1990 | 1999 | 2006 | 2013 | 2022 |
| Einwohner | 237  | 251  | 334  | 338  | 205  | 192  | 214  | 240  | 208  |

Im Jahr 1851 wurde mit 436 Bewohnern die bisher höchste Einwohnerzahl ermittelt.Die Zahlen basieren auf den Daten von cassini.ehess und INSEE Zwischen 1972 und 1989 gehörte die Gemeinde Bessy zu Rhèges.

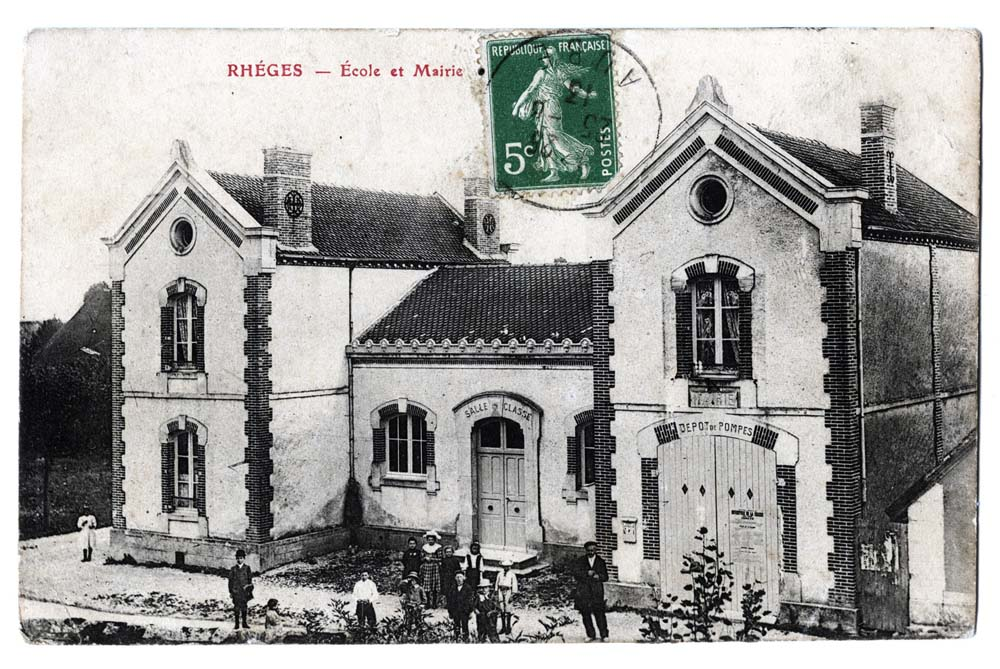
Ansichtskarte von Rhèges (um 1910) mit Mairie, Dorfschule und Feuerwehrhaus

## Sehenswürdigkeiten
- Kirche Saint-Sulpice aus dem 16. Jahrhundert
- Wasserturm

## Wirtschaft und Infrastruktur
In Rhèges sind 20 Landwirtschaftsbetriebe ansässig (Getreideanbau, Pferdezucht, ein Weingut). Im Süden der Gemeinde befindet sich mehrere Windkraftanlagen.
Durch das Gemeindegebiet von Rhèges führt die Fernstraße D441 von Méry-sur-Seine nach Arcis-sur-Aube. In der 17 Kilometer östlich gelegenen Gemeinde Torcy-le-Grand besteht ein Anschluss an die Autoroute A 26 von Châlons-en-Champagne nach Troyes.

## Persönlichkeiten
- Paul Bourotte, geboren 1876 in Rhèges, gestorben 1935 in Gagny, französischer Radrennfahrer

## Belege
1. ↑  Rhèges auf cassini.ehess
2. ↑  Rhèges auf insee.fr
3. ↑  Bessy auf cassini.ehess.fr
4. ↑  Landwirtschaftsbetriebe auf annuaire-mairie.fr (französisch)